# Saint-Germain-des-Prés, Tarn

Saint-Germain-des-Prés este o comună în departamentul Tarn din sudul Franței. În 2009 avea o populație de 830 de locuitori.

## Evoluția populației
| An        | 1975 | 1982 | 1990 | 1999 | 2006 | 2009 |
| --------- | ---- | ---- | ---- | ---- | ---- | ---- |
| Populație | 393  | 377  | 551  | 589  | 748  | 830  |